# Insulasaurus
Insulasaurus es un género de lagartos perteneciente a la familia Scincidae. Se distribuyen por las Filipinas.

## Especies
Según The Reptile Database:
- Insulasaurus arborens (Taylor, 1917)
- Insulasaurus traanorum (Linkem, Diesmos & Brown, 2010)
- Insulasaurus victoria (Brown & Alcala, 1980)
- Insulasaurus wrighti Taylor, 1925